# آلبرت گیلبرت (بازیکن فوتبال)
آلبرت گیلبرت (انگلیسی: Albert Gilbert؛ ۹ فوریه ۱۸۹۲ – ۱۸ ژانویهٔ ۱۹۵۵) بازیکن فوتبال اهل بریتانیا بود.
از باشگاه‌هایی که در آن بازی کرده‌است می‌توان به باشگاه فوتبال برنتفورد اشاره کرد.